# Ostrów Mazowiecka
Ostrów Mazowiecka [ˈɔstruf mazɔˈvʲɛt͡ska] ⓘ là một thị trấn thuộc huyện Ostrowski, tỉnh Mazowieckie ở trung-đông Ba Lan. Thị trấn có diện tích 22 km². Đến ngày 1 tháng 1 năm 2011, dân số của thị trấn là 22536 người và mật độ 1012 người/km².